# Hinter der Leinwand
Hinter der Leinwand (Originaltitel Behind the Screen) ist ein US-amerikanischer Film, den Charlie Chaplin 1916 für die Mutual Co. nach eigenem Drehbuch (zusammen mit Vincent Bryan und Maverick Terrell) realisierte. Der Film kam am 13. November 1916 in die US-amerikanischen Kinos.

## Handlung
Ort des Geschehens von Hinter der Leinwand ist ein Filmstudio, in dem gleichzeitig an zwei verschiedenen Filmen, einem Historienfilm und einer Komödie, gedreht wird. Charlie spielt David, einen Bühnenhilfsarbeiter, der seinem Chef, dem Vorarbeiter Goliath, zur Hand gehen soll. In einem Erzählstrang zeigt Charlie beim Umgang mit riesigen Requisiten reinen Slapstick, in einem anderen geht es um einen Streik der Bühnenarbeiter, in dessen Verlauf Edna Purviance, nachdem sie keine Anstellung als Schauspielerin bekommen hat, sich als Mann verkleidet, um wenigstens einen Posten als Bühnenarbeiter zu ergattern. Natürlich verliebt sich Charlie gleich in sie und löst damit einige Verwirrung aus.

## Hintergrund
Der Film entstand im Lone Star Studio in Hollywood. Die Kameraarbeit lag in den Händen von Roland Totheroh, dem George C. Zalibra assistierte. Für die Ausstattung war der Requisiteur George Cleethorpe verantwortlich. Die technische Leitung hatte Ed Brewer.
Hinter der Leinwand wurde in den USA durch die Mutual Co. vertrieben. In Europa wurde der Film in Frankreich, Italien, Spanien und Portugal, in Polen und Ungarn, in Dänemark, Schweden und Finnland aufgeführt. In Deutschland, wo er erst nach Ende des Ersten Weltkriegs in die Lichtspielhäuser kam, lief der Film unter Titeln wie „Chaplin im Glashaus“ bzw. „Charlie als Kulissenschieber“.
Im Jahr 1932 kaufte Amedee van Beuren von den Van-Beuren-Studios die Mutual-Komödien Chaplins auf. Er unterlegte sie mit Musik von Gene Rodemich und Winston Sharples, fügte Geräuscheffekte hinzu und vertrieb sie als Tonfilme über die RKO Radio Pictures, ohne dass Chaplin rechtlich dagegen etwas unternehmen konnte.
In ihrer dreiteiligen Dokumentarserie Unknown Chaplin präsentierten Kevin Brownlow und David Gill 1983 bisher nicht gezeigtes Material aus diesem Film einschließlich zweier alternativer takes mit Edna Purviance, eines, in dem sie Harfe und eines, in dem sie Gitarre spielt und anfängt zu lachen (die Doku legt nahe, dass Chaplin und Purviance damals ihre romantische Affäre begannen), und verschiedene Takes einer Szene, in der Charlie beinahe die Füße mit einem Beil abgehackt werden, was zustande kam, indem man die Kamera rückwärts kurbelte. Diese Szene wurde im Film nie verwendet.

## Kritiken (Auswahl)
„Es ist so eine Sache mit Charlie Chaplin und besonders mit seinen frühen Werken, den unzähligen Kurzfilmen, die er am Fließband für die Studios Keystone, Essanay und Mutual produzierte: Einerseits sind seine Körperbeherrschung und sein Timing bis heute zutiefst beeindruckend, was genau aber den damaligen Erfolg der physical comedy jener Jahre ausmacht, lässt sich oft nur schwer nachvollziehen. Viele der optischen Gags sind für heutige Sehgewohnheiten einfach nicht mehr lustig. Nichtsdestotrotz bleibt eine große Faszination für die Kunst Chaplins, nicht zuletzt befeuert durch die späteren Meisterwerke ‚Modern Times‘ und ‚The Great Dictator‘, aber nicht allein darauf beschränkt.“

„In Behind The Screen sehen wir Charlie denn auch als dauerschikanierten Bühnenarbeiter David, der für einen Historienschinken antike Säulen und andere Papp-Utensilien durch die Kulisse schleppt, während es sich sein Chef-Requisiteur Goliath vor allem bequem macht. Aber das ist nur der Ausgangsplot. Wie fast immer geht es auch um Pannen, Tumulte, Streiks, Tortenwürfe – und, cherchez la femme, um einen langen Kuss.“

„Als Chaplin den Charlot geschaffen hat, und er auch als Regisseur und Produzent arbeitet, entsteht diese einzigartige Choreographie der Bewegung: eine mechanische Bewegung, ein Körper in Bewegung, ein mechanischer Körper – das ist es, was Chaplin auszeichnet.“

## Themen
Behind the Screen wurde als bedeutsam für die Darstellung von Homosexualität im Film gelobt, weil darin mit dem Thema Scherz getrieben wird, was zu dieser Zeit recht ungewöhnlich war. Als Charlie bemerkt, dass die verkleidete Edna kein Mann ist, sondern ein Mädchen, küsst er sie im Studio auf den Mund. In diesem Augenblick kommt sein Vorarbeiter herein, sieht die beiden, und weil er denkt, dass Charlie einen Mann küsst, fängt er an, sich tuntig zu geben, um ihn zu verspotten, bis ihm Charlie in den Hintern tritt.

## Wiederaufführungen
Der Film wurde immer wieder mit anderen Mutual-Komödien zu Anthologien verarbeitet und verliehen. Ein frühes Beispiel ist die Kompilation der deutschen Verleihfirma Humboldt-Film GmbH aus Berlin aus dem Jahr 1929. Zusammen mit Die Kur, Die Rollschuhbahn und Der Feuerwehrmann kam Hinter der Leinwand unter dem Titel „Charlies Karriere“ in die Lichtspielhäuser.
Im Jahr 2013 wurde Hinter der Leinwand im Rahmen des Chaplin Mutual Project mit finanzieller Unterstützung durch den französischen Regisseur Michel Hazanavicius restauriert. Seitdem wird die restaurierte Fassung des Öfteren aufgeführt. So zeigte Clemens von Wedemeyer den Film am 19. Januar 2014 im living archive des Instituts für Film und Videokunst e. V. im Arsenal in Berlin in seinem Programm A DAY’S PLEASURE, BEHIND THE SCREEN, in welchem er Filme vorführte, „die die Medienproduktion in der Gesellschaft und ihre Bedingungen analysieren“. Auf Initiative des Filmemachers Joachim Kreck wurde Hinter der Leinwand im Schloss Biebrich in Wiesbaden zum Anlass des 30-jährigen Jubiläums seiner Reihe „Filme im Schloss“ zusammen mit den Zweiaktern Der Vagabund, Leichte Straße und Die Rollschuhbahn aufgeführt. Des Weiteren lief der Film zusammen mit Die Rollschuhbahn und Der Einwanderer auf dem 15. Internationalen Akkordeonfestival bei einer Stummfilm-Matinee am 2. März 2014 im Kino „Filmcasino“ in Wien. Der Kulturkanal Arte zeigte Hinter der Leinwand in seiner Reihe Kings Of Comedy am 12. Januar 2014 im deutschen Fernsehen mit musikalischer Begleitung durch Robert Israel und sein Orchester.
Mehrere Verlage haben Behind the Screen inzwischen auf DVD in den Handel gebracht.